# Alyona alyona
Alona Olehivna Savranenko (en ukrainien : Альона Олегівна Савраненко), dit alyona alyona, née le 14 juin 1991 à Kapitanivka (Ukraine), est une rappeuse ukrainienne.

## Biographie
Elle commence à s'intéresser au rap alors qu'elle a douze ans en découvrant la chanson Gangsta's Paradise de Coolio. Quelques années plus tard, « son monde change » lorsque son père ramène d'un voyage à l'étranger l'album The Eminem Show.
alyona alyona commence à rapper à la fin des années 2000 mais sa carrière s'envole en 2018 lorsqu'elle publie le clip de sa chanson Рибки (Poisson) qui est vu 2 784 937 de fois. L'année suivante, le New York Times la classe parmi une liste de 15 artistes européens à suivre.

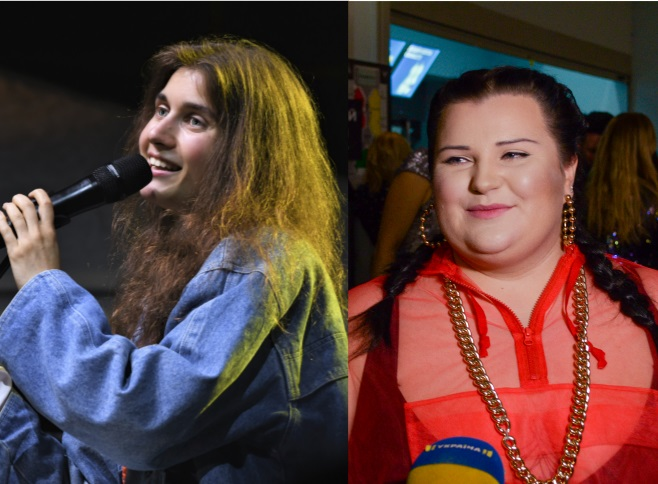
Le duo avec Jerry Heil.

En 2024, elle participe à la sélection nationale pour représenter l'Ukraine au Concours Eurovision de la chanson 2024, avec la chanson Teresa & Maria et en duo avec la chanteuse Jerry Heil.

Arrivées deuxièmes des votes du jury et premières des votes du public, le duo remporte la sélection, face entre autres à Mélovin, et représente donc l'Ukraine à Malmö en Suède.
Le 12 mai 2024, à l'issue de la finale du concours Eurovision de la chanson, le duo se positionne à la troisième place du classement final, avec un total de 453 points.

## Discographie

### Albums
- 2021: Galas
- 2019: Пушка (Pushka)
- 2019: В хаті МА (V khati MA)

### Singles
- 2018: Голови (Holovy)
- 2018: Відчиняй (Vidchynyay)
- 2018: Залишаю свій дім (Zalyshayu sviy dim)

### Featurings
- 2019: Гори (Hory) (avec Kalush)
- 2020: Жалі (Jali) (avec Jamala)
- 2020: Dancer (avec Vladimir Cauchemar)
- 2021: Ultrabeat (avec Space of Variations)